# 第二次印パ戦争
第二次印パ戦争（だいにじいんパせんそう）は、インドとパキスタンの間で1965年に行われた戦争。第一次印パ戦争に引き続いてカシミール地方の領有をめぐって行われた。

## 概要
1947年から1948年の第一次印パ戦争後、カシミール地方については、両国で分割したままの実効支配が続き、最終的な帰属は決定されなかった。停戦監視のため、国際連合インド・パキスタン軍事監視団 (UNMOGIP) が派遣されていたが、不穏な状態が続いていた。
1962年の中印国境紛争で、アクサイチンに中国人民解放軍が侵攻、中華人民共和国が実効支配をするようになると、パキスタンもそれに影響を受け、1965年8月には武装集団をインド支配地域へ送り込んだ。これにインド軍が反応し、第二次印パ戦争が勃発した。
インド軍はパンジャーブでも攻勢を行い、パキスタンは守勢を取らざるを得なかった。国際社会の圧力により、両国は9月20日の国際連合安全保障理事会決議211を受諾し、9月23日には停戦となった。その後は、UNMOGIPおよび国際連合インド・パキスタン監視団 (UNIPOM) により停戦監視が行なわれた。タシュケントにおいて、1966年1月4日より和平協議が開始され、1月10日に両軍の撤退が合意された（タシュケント宣言）。これに基づき2月25日までに、1965年8月以前の位置へと軍を撤退させている。